# Las Moscas
Las Moscas est une localité rurale argentine située dans le département d'Uruguay et dans la province d'Entre Ríos.

## Démographie
La population de la localité, c'est-à-dire à l'exclusion de la zone rurale, était de 454 habitants en 1991 et de 476 en 2001. La population du territoire de compétence du conseil d'administration était de 584 habitants en 2001.

## Histoire
Les limites de la zone urbaine de la ville ont été fixées par le décret no 6633/1987 MGJE du 4 novembre 1987, et modifiées par le décret no 6265/1994 MGJE du 25 octobre 1994.